# Olof Ohlson
Olof Ohlson, född 21 juli 1809 i Reslövs socken, Malmöhus län, död 20 april 1872 i Stockholm, var en svensk målare, tecknare och krögare.
Han var son till en hemmansägare och från 1838 gift med Lovisa Margareta Herlin. Enligt hans egna uppgifter uppmärksammades hans konstnärliga anlag vid konfirmationstiden och på sockenprästens initiativ ordnades en möjlighet för honom att studera vid dåvarande ritskolan vid Lunds universitet där han skulle få stöd av biskop Wilhelm Faxe och några lärare vid universitetet. Men när en släkting till biskopen fick studera några av Ohlsons alster erbjöd han sig att sörja för hans studier och uppehälle i Stockholm. Han inledde sina studier vid Konstakademien 1825 och som tack till sin välgörare kammarrättsrådet Gustaf Johan Billberg utförde han ett flertal zoologiska planscher. För att öka på sina inkomster tjänstgjorde han som tecknare för Antikvitetsakademin under en expedition till Norrland och Norge ledd av kyrkoherden Nils Johan Ekdahl. Han lämnade familjen Billberg 1828 och fick då via Wilhelm von Wrights förmedling fortsatta uppdrag att arbeta med zoologiska planschverk. Under sin studietid vid akademien följde han särskilt noga modell- och antikritningskurserna där han tilldelades ett flertal pris. Omkring 1830 var hans konstnärliga utbildning klar och han började utöva självständigt måleri. Han medverkade från 1831 några gånger i Konstakademins utställningar där han belönades med priser 1841 och 1843. Hans produktion blev begränsad på grund av sjuklighet och han ansåg att det inte var Rätt exponera arbeten som ej äro Målade vid fullkomlig hälsa. Han lämnade konstvärlden omkring 1845 men fortsatte att måla små tavlor och porträtt som han inte visade upp offentligt. De sista åren av sitt liv livnärde han sig som krögare och källarmästare. Han skrev 1863 en självbiografi som ingår i den Mandelgrenska samlingen vid Kungliga biblioteket. Hans konst består av genrebilder, historiska kompositioner, stilleben, porträtt, figurer, interiörbilder och landskapsskildringar från Sverige. Ohlson är representerad vid bland annat Nordiska museet med ett porträtt av Carl Gustaf Osbeck.